# كارلوس أريلانو فيليكس
كارلوس أريلانو فيليكس (بالإسبانية: Carlos Arellano Félix)‏ هو جراح وبارون مخدرات مكسيكي، ولد في 20 أغسطس 1955 في كولياكان في المكسيك.